# Peter Hansen (tonsättare)
Knud Peter Hansen, född 3 mars 1958 i Örebro, är en svensk kompositör.

## Biografi
Peter Hansen fick pianoundervisning från 7 års ålder först under Walther Oxholm-Jensen senare Sixten Eckerberg. Under tonåren var han verksam som keyboardist i en rad obskyra källarband och som pianist i freeformjazzsammanhang, bland annat med slagverkaren Peeter Uuskyla. Han erlade sommaren 1980 lägre kantorsexamen i Oskarshamn och studerade 1982–86 vid Göteborgs musikhögskola där han bland annat studerade komposition för Pavol Simai och piano för Ingemar Bergfeldt. Han erlade dock aldrig någon examen. Han bedrev självfinansierade privatstudier för Zoltán Jeney 1987–90 i Västberlin och Ungern och deltog under denna period i diverse internationella kompositionskurser under ledning av bland andra György Kurtág, Luigi Nono och Hans-Peter Haller och valdes in i Föreningen Svenska Tonsättare 1990. Hansen var åren 1982–89 och 1996–2015 organist i Saint Andrew's Church, Göteborg. Hansen är sedan 1992 bosatt på Donsö

## Verk i urval
- 5 pianostycken (1988–94)
- Coulée verte 1988/1992 (för 2 pianon)
- Upel I (1988) för 2 eller flera pianon
- Trajectory I (1989) för vibrafon
- For Toms (1989) för slagverksensemble
- Kolofon (1994) för blåsorkester
- Nephin (1995) för stråkseptett
- Oktober (1995) för vibrafon
- Winter Air (1995) för blåsorkester (instrumentation Jerker Johansson)
- Pastoral (1996/2014) för kammarorkester
- Far Calls (1998) för stråksextett och 4 vibrafoner
- Alba (1998) för sologitarr
- Triplex in eight parts (2001) för åtta violiner
- Summer Air I & 2 (2002) för basklarinett och piano
- 14 stycken för 2 pianon (2002–06)
- Sonat för 2 pianon (2015)
- Trio för trumpet, violin och piano (2015)
- See you tonight at Arsenal (2019) för trumpet, violin och piano
- Rondoletto (2021) för orkester
- 3 korta satser för stråkkvartett (2022)
- 28 fragment (2023) för orkester
- Sonatin för violin (2023)
- Ett 100-tal miniatyrer för klaviaturer (1988–2010)
- Ett 100-tal syntpopalster varav ett 30-tal sånger under pseudonymen Mr Raro

## Diskografi

### Egna inspelningar
- Trajectories (1996) Jerker Johansson, Fredrik Andersson och Lars Eliasson slagverk
- World News (2010) Hildegard Kleeb piano
- July 1979 (2021) Peter Hansen piano och Peeter Uuskyla trummor

### Under pseudonymen Mr. Raro
- Raro (1998)
- Terminal Café (1999)

### Är representerad på följande inspelningar
- Jul i Haga (1993) Karin Nelson orgel
- GöteborgsMusiken (1994) Jerker Johansson dirigent
- Piano con Forza (1998) Mats Persson Kristine Scholz piano
- Penetrating the organ (1998) Hans Hellsten orgel
- Soundscapes (2007) The Gothenburg Combo
- Debris reassembled (2009) The peärls before swine